# Gösta Holmberg
Gösta Gustafsson Holmberg, född 11 juni 1884 i Estuna församling, Stockholms län, död 26 maj 1974 i Uppsala, var en svensk häradshövding.
Efter studentexamen i Stockholm 1903 och reservofficersexamen 1905 avlade Holmberg hovrättsexamen i Uppsala 1908. Han blev underlöjtnant i Vaxholms grenadjärregementes reserv 1905 och kapten 1919. Han genomförde tingstjänstgöring och verkade vid Medicinalstyrelsen 1908–12, blev biträdande fiskal i Svea hovrätt 1913, assessor 1916, t.f. revisionssekreterare 1917, hovrättsråd 1921 och var häradshövding i Norra Hälsinglands domsaga 1931–51.
Holmberg var ordförande i poliskollegiet i Gävleborgs län 1946 och styrelseledamot i Sveriges Reservofficersförbund från 1925.